# 芦汉铁路学堂
芦汉铁路学堂，是盛宣怀令北洋大学堂总办王脩植招募组建附设于北洋大学堂的铁路一科，服务于芦汉铁路建设。
1897年6月16日，盛宣怀下令将津榆铁路学堂归并北洋大学堂，北洋大学堂增设铁路一科，由王脩植代兼管，盛宣怀又令其另招学生20名，创办芦汉铁路学堂，归并北洋大学堂一并兼管。因两学堂的办学经费来源与性质不一，津榆铁路学堂和芦汉铁路学堂同归并北洋大学堂管理，但分开办学，成为北洋大学堂附设的两间铁路学堂。
芦汉铁路学堂创办之初，因生源基础薄弱，学校难以招收到足够符合条件的学生。	
1898年1月，北洋大学堂总办王脩植在汇报招生情况时称：“伏查铁路学生原定以二十人为一班，沪闽所招仅得十六人，嗣在天津亦仅得洪世茂一名，诚以经过译文二年，习过浅近算学，认一时实难其选，只得随后陆续招新以符员额。”最终，共从上海、福州两地招收18名学生。该学堂原聘英籍教师教授铁路工程，初定于1899年底毕业，但教学进度不如预期。
1900年夏，义和团进军天津，北洋大学堂停办，师生及附设芦汉铁路学堂学生从天津南下上海，转入南洋公学继续就读。同年10月，盛宣怀奏请朝廷称：“卢汉铁路借定比款，雇用比国工司，举儿行车造路，与洋员交涉事宜，均用法文；该常头班学生里于光绪二十五年年底毕业，而所皆属英文，难于适用。”为此，他建议：已毕业的学生再延长一年学期，另聘法文教习，教授法语及铁路相关知识；尚未毕业的学生也应一并学习法语，以便毕业后能顺利胜任卢汉铁路相关事务。
1901年7月，铁路学堂举行大考，盛宣怀亲自命题并监考。至1901年底，该班学生全部毕业，并分派至各铁路系统任职。